# 阿馬庫利亞峰
21°01′S 68°52′W / 21.017°S 68.867°W
阿馬庫利亞峰是智利的山峰，位於該國北部塔拉帕卡大區，處於艾爾塔馬魯加爾省，屬於安第斯山脈的一部分，海拔高度4,380米，每年平均降雨量144毫米。